# Fossile Dünen von Ghyvelde

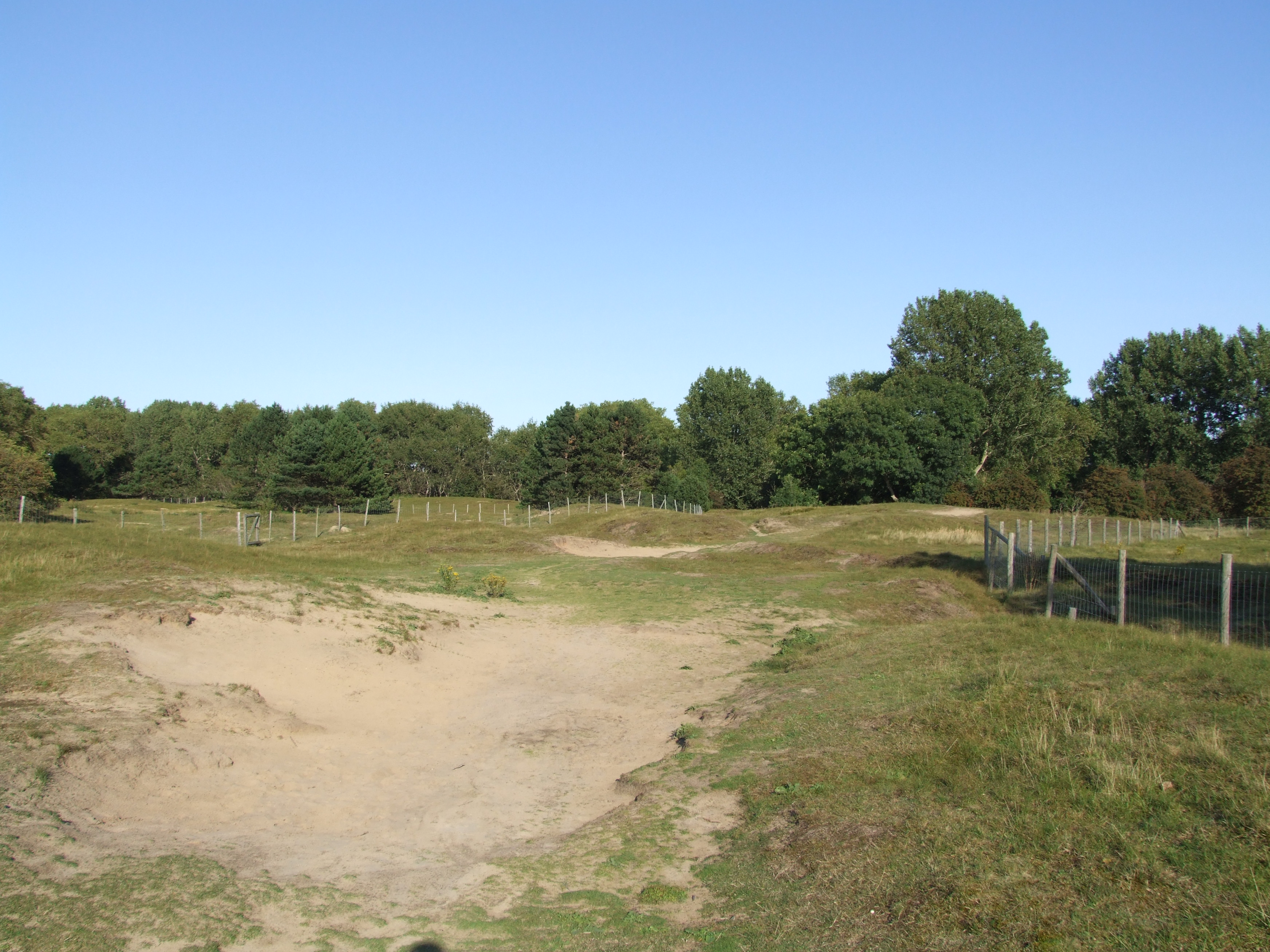
Dune fossile de Ghyvelde, Ghyvelde, Frankreich

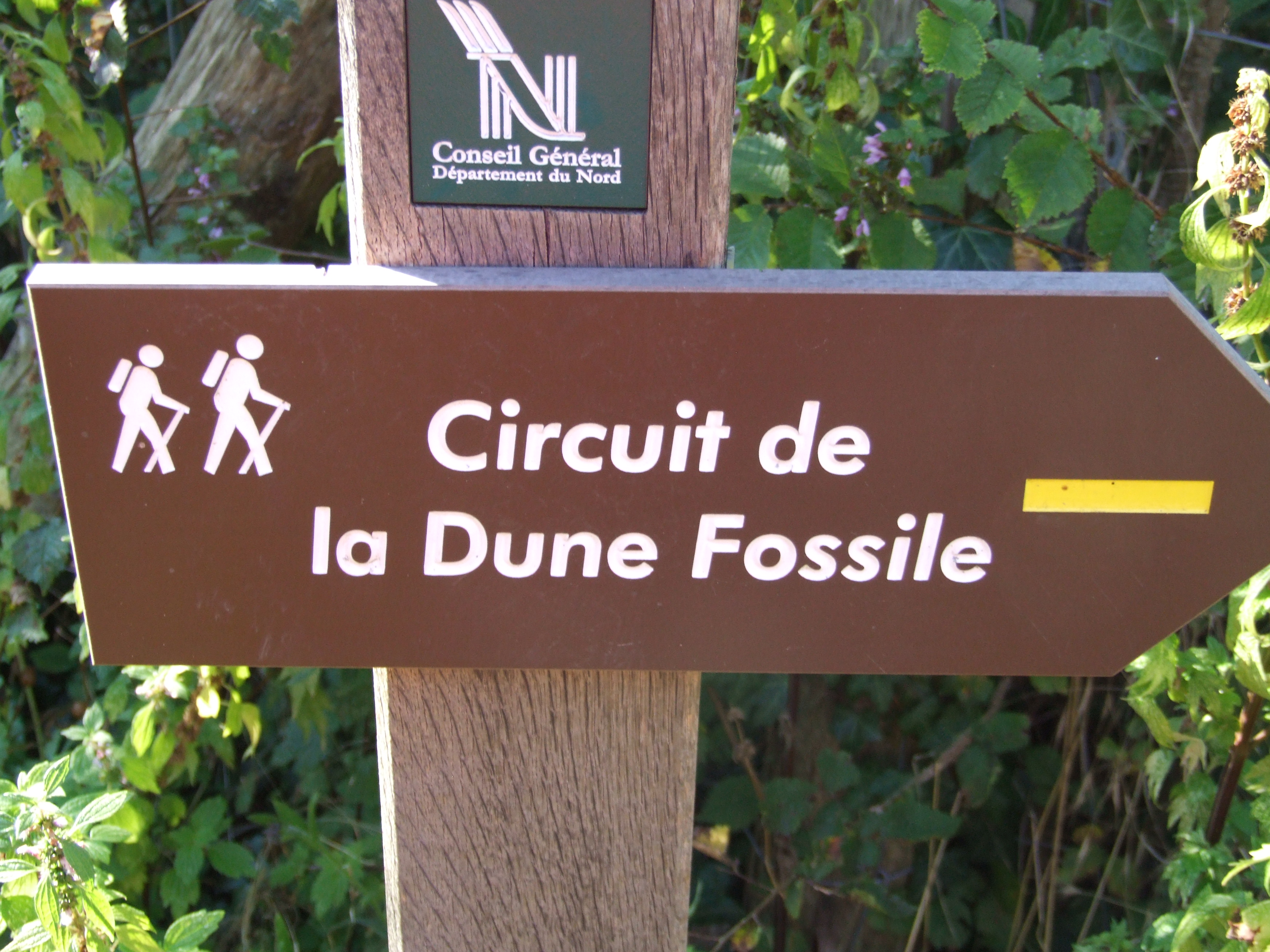
Hinweisschild des Rundwegs Dune Fossile

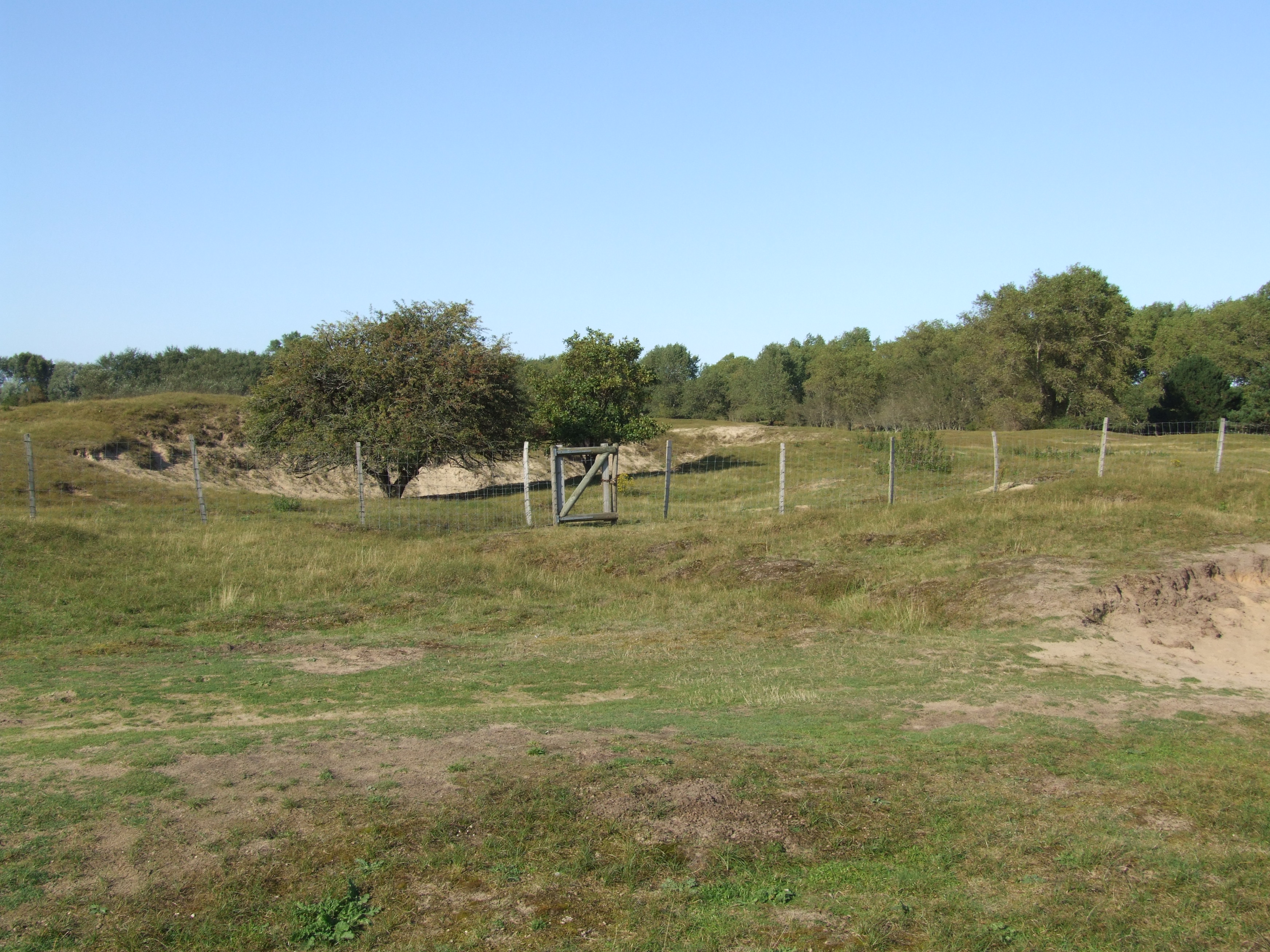
Dune fossile de Ghyvelde

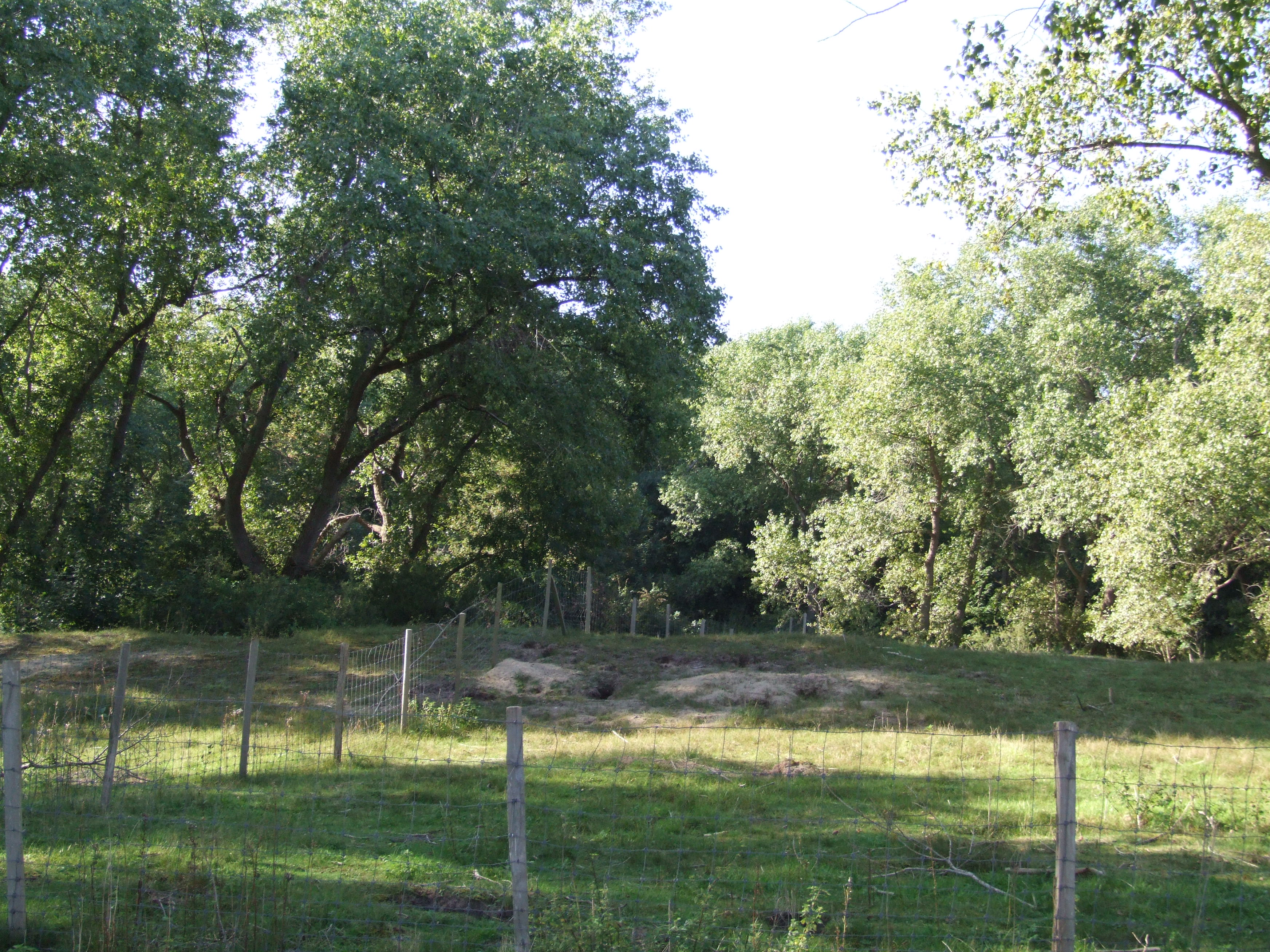
Übergang zum Dünenwald

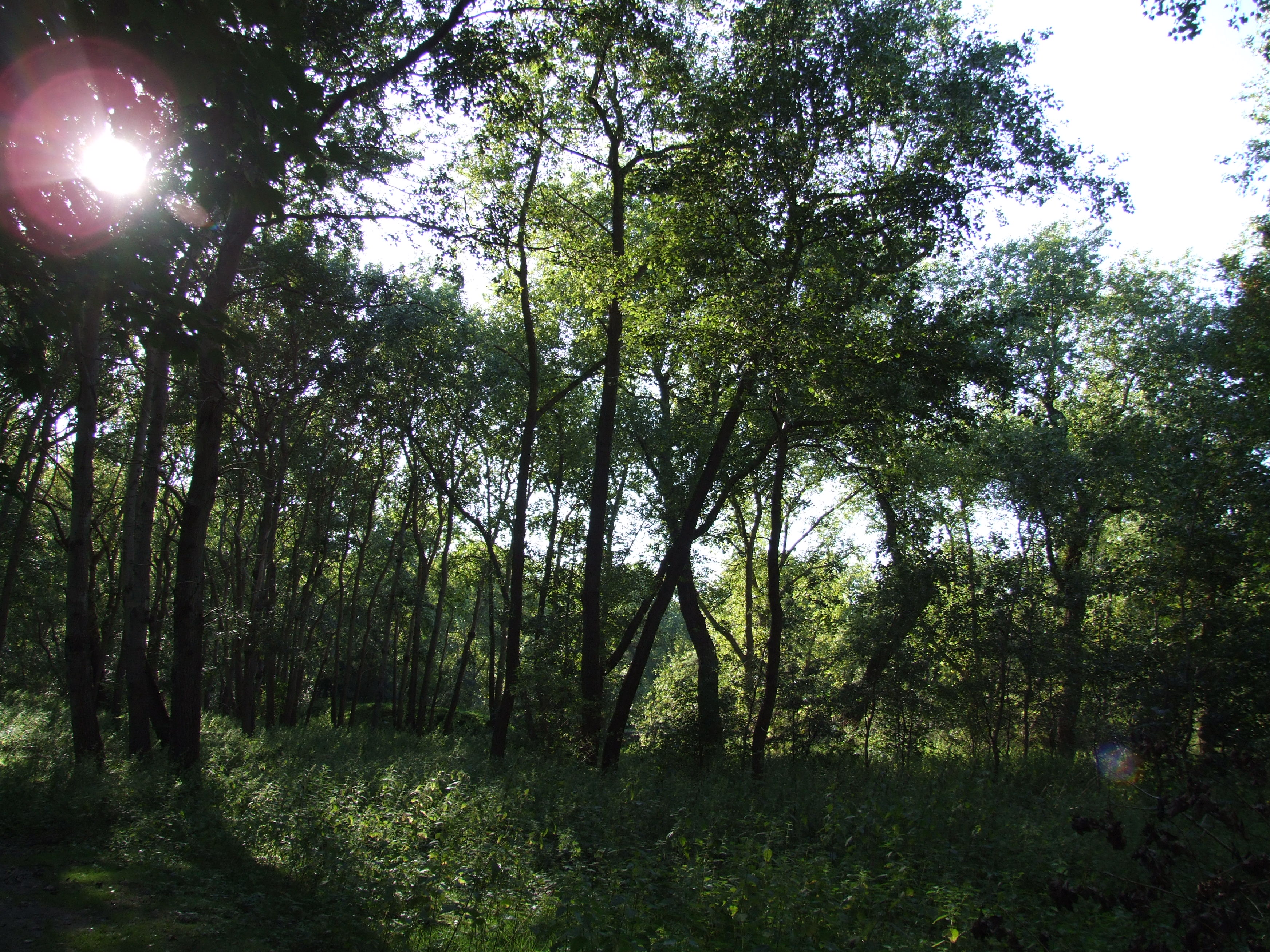
Lichtes Waldstück

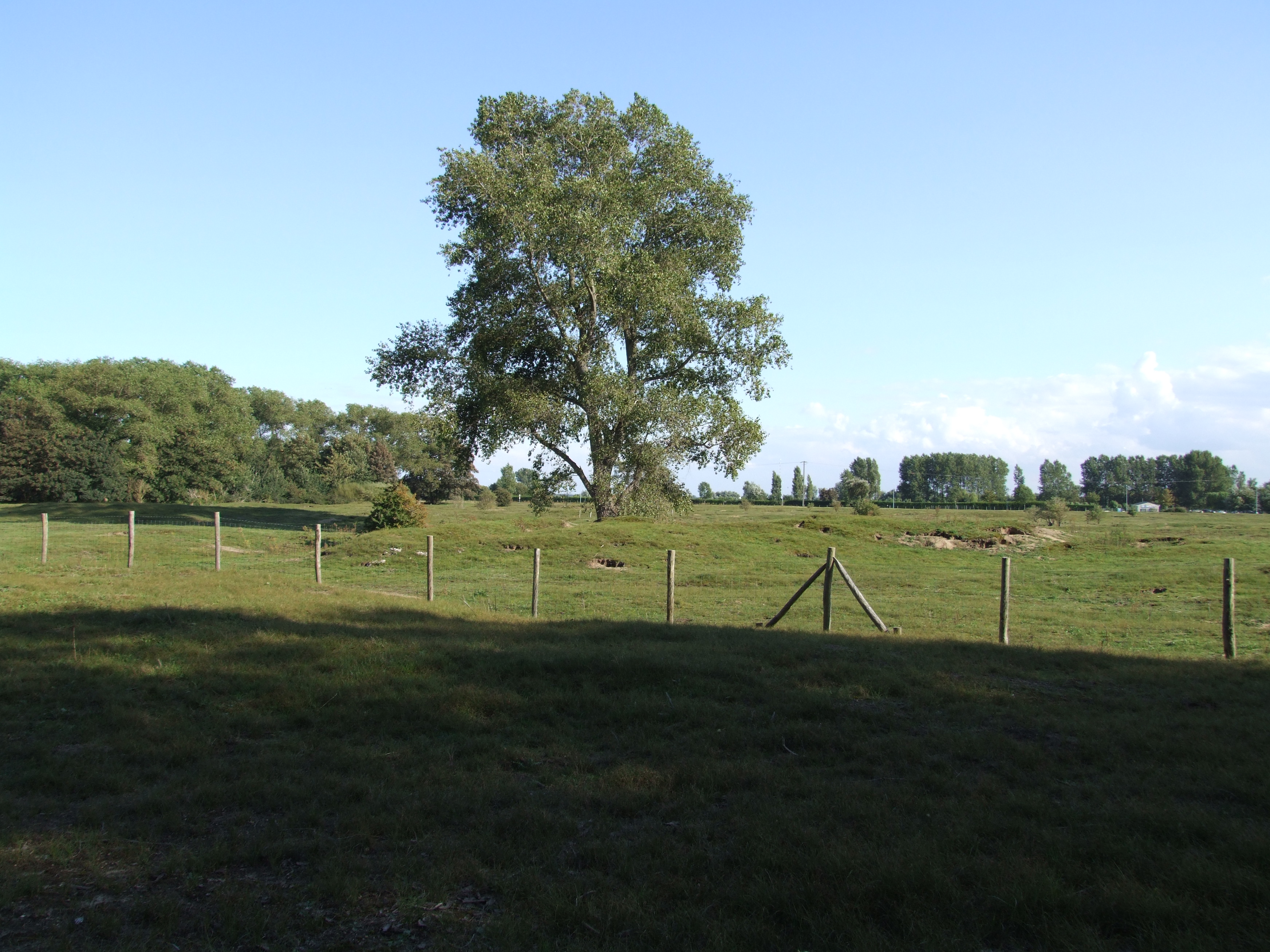

Die Fossilen Dünen von Ghyvelde (fr: Dune fossile de Ghyvelde) sind ein Dünengürtel und ein Naturschutzgebiet, das sich etwa drei Kilometer von der Nordseeküste entfernt auf eine Länge von sechs Kilometern, und mit einer Breite von etwa 600 Meter von dem französischen Ort Ghyvelde nach Osten bis zu belgischen Grenze erstreckt. Der Dünengürtel setzt sich in geologisch unveränderter Weise in Belgien noch zwei Kilometer bis Adinkerke in den Cabourduinen fort.

## Geologische Kostbarkeit
Das Gebiet gilt als geologische Kostbarkeit, weil es als einziges Gebiet dieser Art in Frankreich unzerstört geblieben ist. Er wurde vor 5000 Jahren genauso von der Nordsee an der damaligen Küstenlinie aufgebaut, wie es heute noch drei Kilometer nördlich in den Dune du Perroquet, dem aktuellen Küstendünengürtel zwischen Bray-Dunes und der belgischen Grenze beobachtet werden kann. (Den alten Cabourduinen auf der belgischen Seite entspricht das dortige aktuelle belgische Dünengebiet der De Westhoek.)
Nach Entstehung der Dünen wäscht der reichliche Regen an der Nordsee, wenn neue Vordünen das Meerwasser endgültig abtrennen, in einigen Jahrzehnten zunächst das Meersalz aus. Das führt schon sukzessive zu einer Verdrängung der salzliebenden Pionierpflanzen und dann salztoleranter Arten, durch Inlandsarten, zunächst Gräser und Kräuter und führt später dann ohne Eingriffe des Menschen zur Umwandlung in Dünengebüsch und dann in Dünenwald. Diese Vegetation ist aber immer noch davon geprägt, dass die Dünen reichlich Kalk in Form von Muschelgries enthalten. Dieser entstand und entsteht dadurch, dass direkt an der Küste ständig Muschelschalen von abgestorbenen Muscheln vom Meeresgrund an den Küstensaum angespült werden. Das im Regen in Form von Kohlensäure natürlich gelöste Kohlendioxid löst dann aber im Lauf der Jahrhunderte immer mehr Kalk auf und transportiert das Calcium in den tieferen Untergrund. Dadurch wird der Boden immer kalkärmer und damit für viele Pflanzen unfruchtbar. Da fast nur Quarzsand zurückbleibt, ähnelt die Vegetation eher einem Heidegebiet, als einem typischen Gebiet von Küstendünen. Nach 5000 Jahren ist der Boden praktisch kalkfrei. An den ärmsten Standorten halten sich an Bäumen gerade noch Kiefern, was die zweite früher gängige Bezeichnung des Gebietes dune aux pins erklärt.
Solch alte Dünen sind ohnehin selten und eignen bzw. eigneten sich mit ihren reinen, salz- und kalkfreiem Quarzsand oberflächlich gut zugänglich und oberhalb des Grundwassers gelegen, ideal zur Sandgewinnung in dem wirtschaftlich prosperierenden Gebiet.

## Schutzgebiet, Flora und Fauna
Das 201,79 Hektar große Gebiet steht seit 1990 unter dem Namen Dune Fossile unter Naturschutz.
Unter der Nummer FR3100475 und der Bezeichnung Dunes flandriennes décalcifiées de Ghyvelde ist das Gebiet, das zu den Gemeinden Ghyvelde und Moëres gehört, auch seit 2003 als Natura2000-Gebiet von Frankreich unter europäischen Schutz gestellt worden.
Das Gebiet ist durch einen 8 km langen Rundwanderweg erschlossen.

## Maginot-Linie
In die Fossilen Dünen von Ghyvelde wurden während der Errichtung der Maginot-Linie 24 Bunker vom Typ Blockhaus MOM und einer vom Typ FCR errichtet, die die Route nationale 1 sperren sollten.

### Galerie

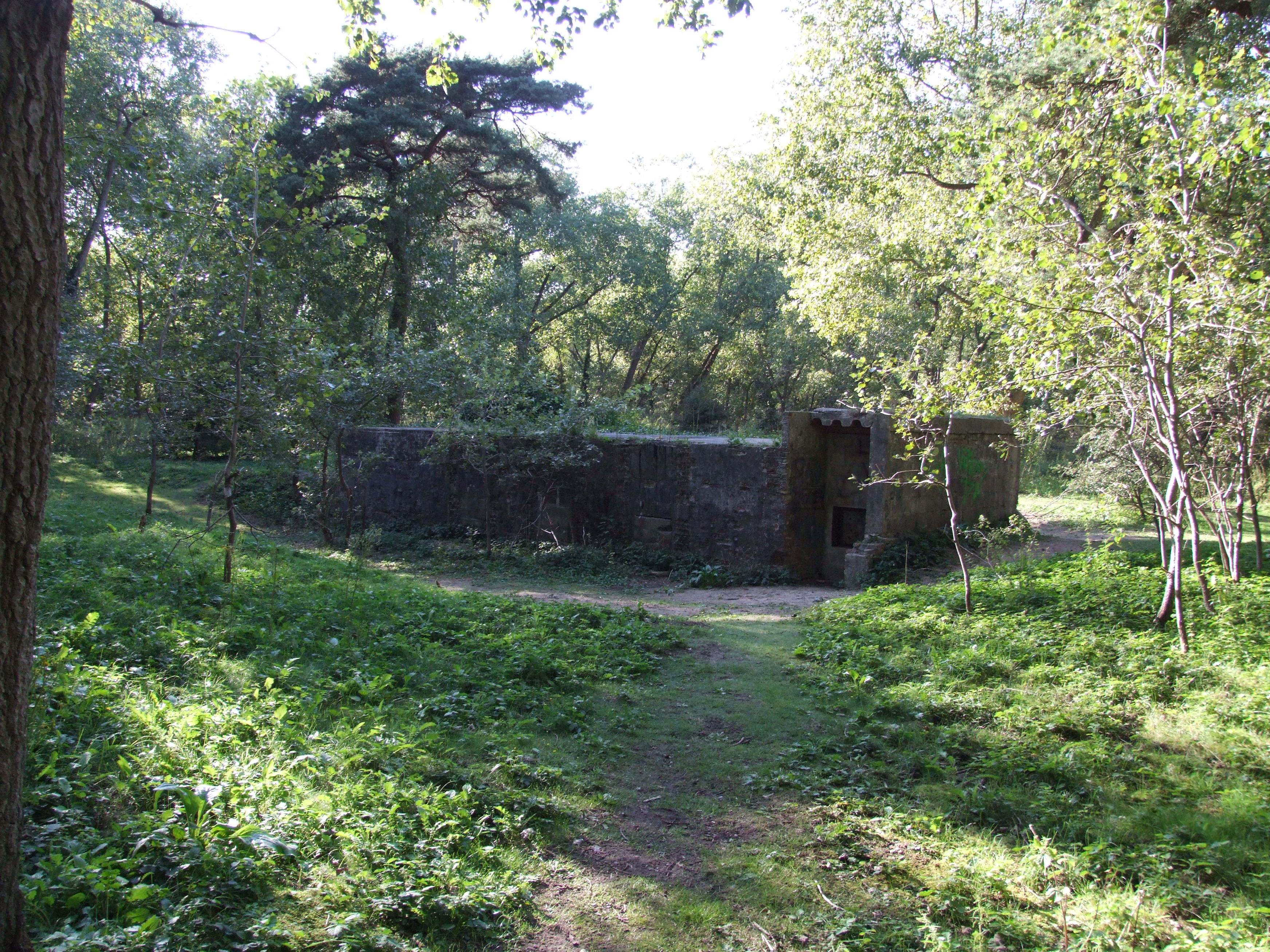
Bunker im Dünenwald
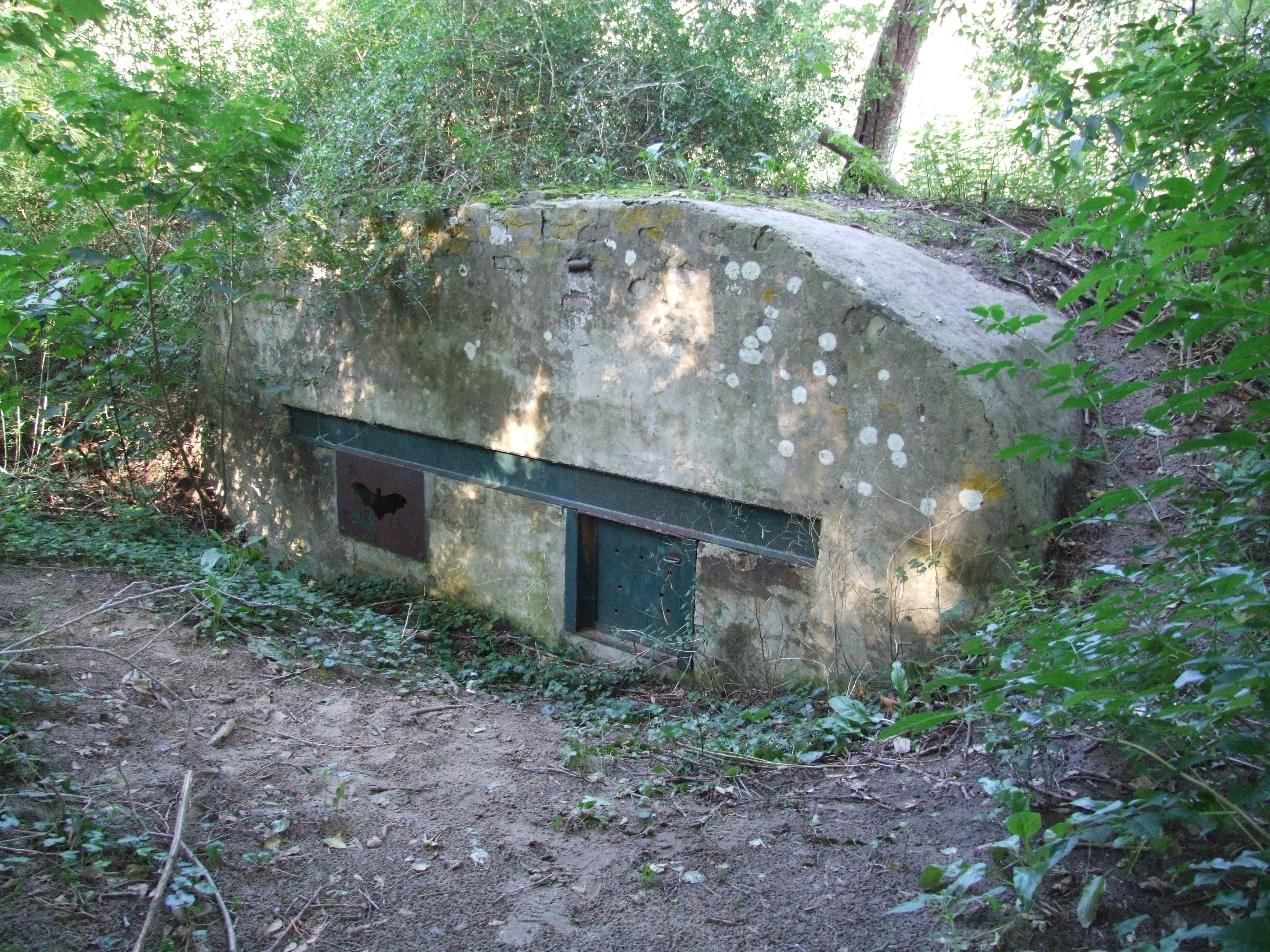
Bunker der Maginot-Linie, hergerichtet als Quartier für Fledermäuse
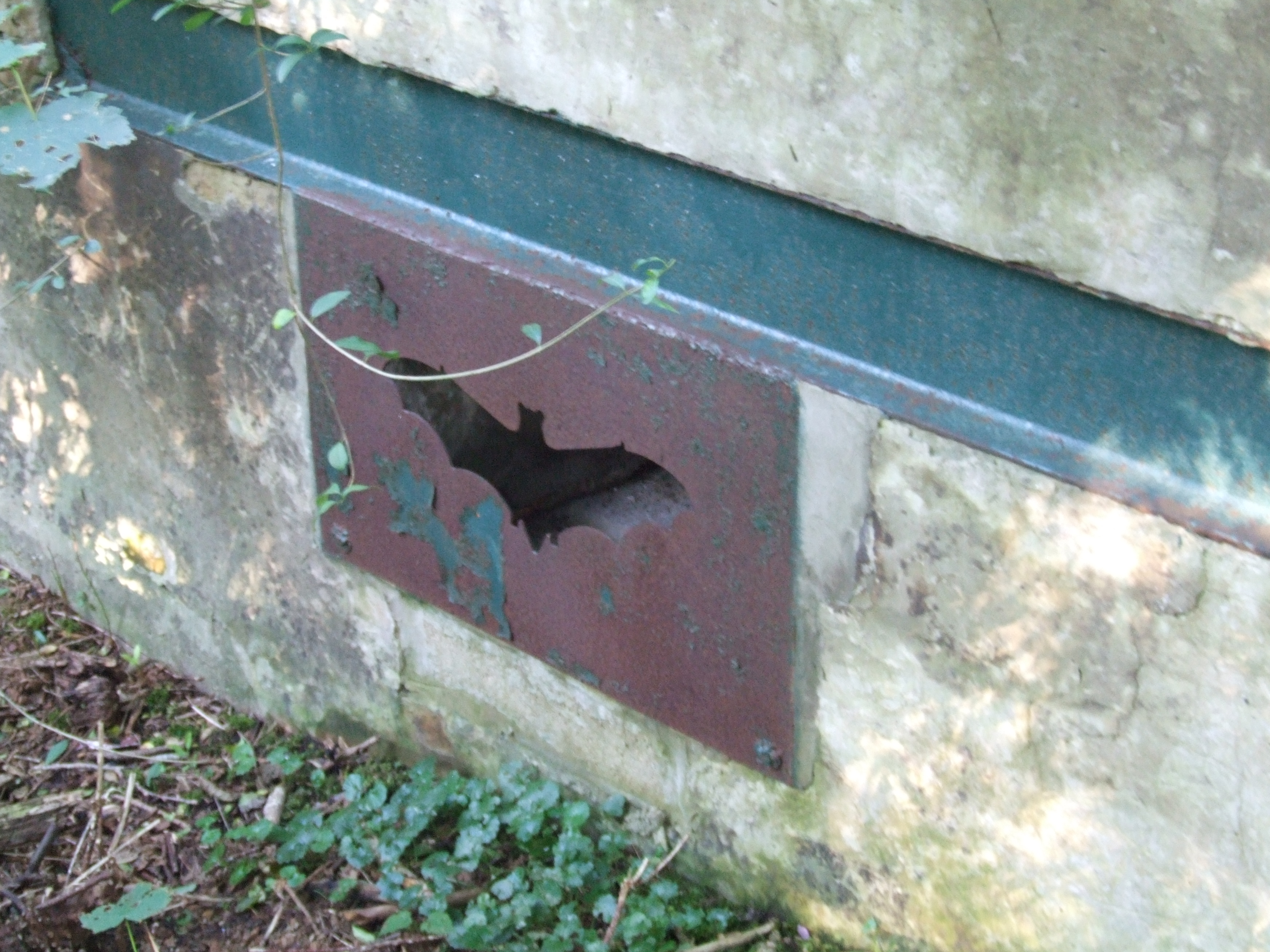